# Edwin Gräupl

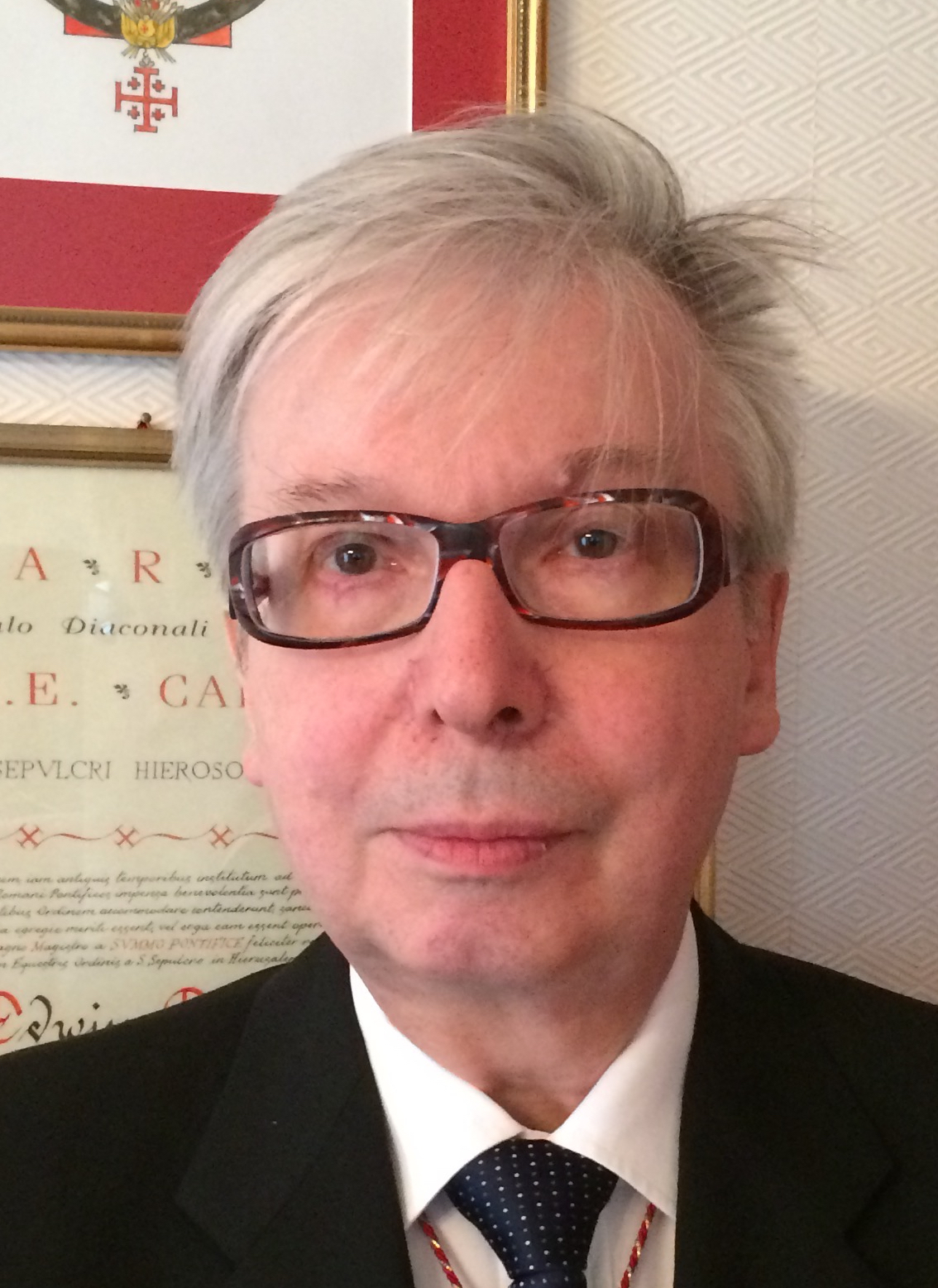
Edwin Gräupl 2016

Edwin Gräupl (* 1941 in Villach, Kärnten) ist ein österreichischer Pädagoge. Er war Landesschulinspektor für höhere Schulen des Landes Salzburg und  Statthalter für Österreich des Ritterordens vom Heiligen Grab zu Jerusalem.

## Leben
Edwin Gräupl ist der Sohn des Pädagogen Karl Ludwig Gräupl und Emma geb. Kröll. Seit 1975 ist er verheiratet mit Rita geb. Wolfartsberger; aus der Ehe stammen zwei Kinder.
Nach dem Studium der Mathematik und Physik an der Universität Innsbruck von 1959 bis 1964 unterrichtete er zunächst am Akademischen Gymnasium Salzburg, wurde dann 1981 als Professor für Mathematik an die Pädagogische Akademie (Pädagogische Hochschule) Salzburg berufen. 1983 erfolgte die Bestellung zum Landesschulinspektor für höhere Schulen (Gymnasien) im Land Salzburg. Er war bis 2001 in dem Amt tätig.
Er engagierte sich in der Lehrplanentwicklung und in der Begabtenförderung. Nebenberuflich war er Landesleiter im Jugendrotkreuz Salzburg des Österreichischen Roten Kreuzes und im Ritterorden vom Heiligen Grab zu Jerusalem, d. h. Mitarbeiter in einer katholischen Hilfsorganisation für Israel, Palästina und Jordanien, tätig.
Gräupl hat zahlreiche Schriften veröffentlicht.

### Ritterorden vom Heiligen Grab zu Jerusalem
Edwin Gräupl engagiert sich für zahlreiche soziale Projekte im Heiligen Land. 1990 wurde er von Kardinal-Großmeister Giuseppe Kardinal Caprio zum Ritter des Ritterordens vom Heiligen Grab zu Jerusalem ernannt und durch Alois Stöger am 30. September 1990 in Salzburg in den Ritterorden vom Heiligen Grab investiert. Er war leitender Komtur der Komturei Salzburg. Carlo Kardinal Furno ernannte ihn im Jahr 2000 zum Statthalter des Ritterordens vom Heiligen Grab zu Jerusalem, also Leiter dieser Organisation in Österreich (etwa 400 Mitglieder). In dieser Funktion, die er bis 2008 innehatte, gründete er die „Heilig-Land-Kommission“ und förderte damit besonders Kindergärten in Jordanien. Auch die Hilfe für Christen im Gazastreifen wurde durch ihn nachhaltig organisiert. Er ist seit 2001 Großkreuzritter und seit 2009 Ehrenstatthalter des Päpstlichen Laienordens.
Seine Tätigkeit fand auch durch nationale Auszeichnungen, wie 2003 das Große Silberne Ehrenzeichen der Republik Österreich und internationale Auszeichnungen, wie die Ernennung zum Großoffizier des päpstlichen Gregoriusorden, Anerkennung. Seit 2016 ist er  Accademico Benemerito der Real Academia Sancti Ambrosii Martyris (Ferentino) und Fellow der Royal Society for the Encouragement of Arts, Manufactures & Commerce (London).

## Ehrungen und Auszeichnungen
- 1990: Ernennung zum Ritter des Päpstlichen Ritterorden vom Heiligen Grab (Rangerhöhungen zum Komtur (1994), Großoffizier (1999), Großkreuzritter (2001))
- 1991 Pilgermuschel des Lateinischen Patriarchat Jerusalem
- 1991: Ernennung zum Hofrat durch Bundespräsident Kurt Waldheim
- 1996: Goldenes Ehrenzeichen des Roten Kreuzes (Landesverband Salzburg)
- 1997: Silbernes Ehrenzeichen des Landes Salzburg
- 1997: Große Goldene Henri-Dunant-Medaille des Roten Kreuzes (Landesverband Salzburg)
- 1998: Großes Ehrenzeichen für Verdienste um die Republik Österreich[2]
- 1999: Goldenes Ehrenzeichen des Verdienstordens der Heiligen Rupert und Virgil (Erzdiözese Salzburg)
- 2002: Große Goldene Henri-Dunant-Medaille (Österreichisches Jugendrotkreuz)
- 2003: Großes Silbernes Ehrenzeichen für Verdienste um die Republik Österreich[2]
- 2006: Komtur mit Stern des Päpstlichen Ritterordens des heiligen Gregor des Großen
- 2009: Statthalter emeritus et ad Honorem (Ehrenstatthalter) für Österreich (Ritterorden vom Heiligen Grab zu Jerusalem)
- 2021: Goldene Palme von Jerusalem (Ritterorden vom Heiligen Grab zu Jerusalem)

## Schriften
- 2013: Die Geburt des Nexialismus, München, neobooks Self-Publishing, ISBN 978-3-8476-3490-4
- 2013: Das Heilige Grab und seine Ritter, München, neobooks Self-Publishing, ISBN 978-3-8476-3602-1
- 2013: Mensch und Mathematik, München, neobooks Self-Publishing, ISBN 978-3-8476-5685-2
- 2015: Grundlagen und Grenzen der Physik, München, neobooks Self-Publishing,  ISBN 978-3-7380-2166-0
- 2016: Behauptungen und Fragen, München, neobooks Self-Publishing, ISBN 978-3-7380-7273-0

als Koautor:
- 1987: Kommentar zum Fach Physik an der Oberstufe der AHS, (als Mitautor), Schulentwicklung Band 18, BMUK, ISBN 3-215-06759-5
- 1990: Physik, Kommentar Oberstufe, (als Koautor), Lehrplanservice, BMUK 1990, ISBN 3-215-07379-X

Beiträge in Sammelwerken:
- 1987: Das Salzburger Modell der Hochbegabtenförderung an höheren Schulen, Elitebildung oder Chancengleichheit, Herausgeber Heitger 1987, ISBN 3-7022-1684-7
- 1989: Das Salzburger Modell, Hochbegabtenförderung – in Hochbegabtenförderung International, VEB Deutscher Verlag der Wissenschaften, ISBN 3-326-00352-8
- 1990: Spannungsfeld Lehrerausbildung – Unterrichtspraxis, Hauptvortrag, Mathematik Kongress 1990 Salzburg, in "Beiträgen zum Mathematikunterricht" 1990 (Verlag Franzbecker) ISBN 3-88120-203-X
- 1996 Die Zukunft des österreichischen Lehrplanes – ein Adressatenwechsel?, Zukunftsforum VI, Studienverlag ISBN 3-7065-1167-3
- 1998 Das Aufgabenprofil der österreichischen Schulaufsicht, in "Schulleitung und Schulaufsicht", Studienverlag, ISBN 3-7065-1331-5